# 2025年スーパーラグビー・パシフィック
2025年スーパーラグビー・パシフィック（2025 Super Rugby Pacific）は、SANZAARが主催するスーパーラグビー30回目のラグビーユニオン大会である。2025年2月14日から6月21日まで開催される。
スポンサー名を冠し、ニュージーランドでは「DHL Super Rugby Pacific」、フィジーでは「Shop N Save Super Rugby Pacific」、オーストラリアでは「SMARTECH Super Rugby Pacific」という。

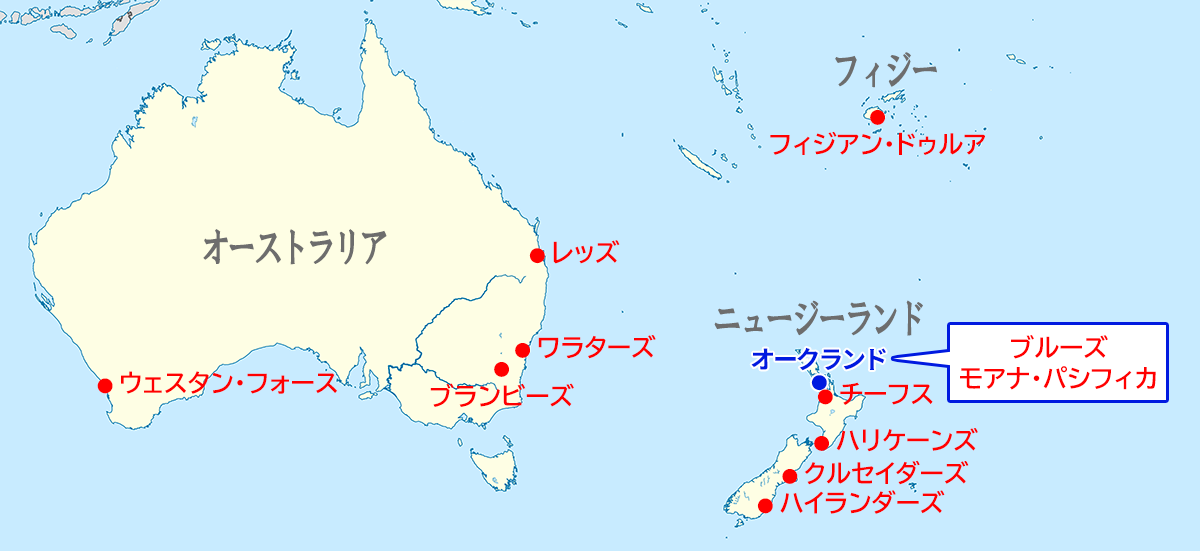
2025年スーパーラグビー・パシフィック 参加チーム（●は本拠地の位置）

## 概要
オーストラリア協会から4チーム、ニュージーランド協会から5チーム、フィジー協会から1チーム、そして太平洋諸島諸国（フィジー、サモア、トンガ、クック諸島など）の選手とニュージーランドやオーストラリア生まれの太平洋諸島系の選手からなる1チーム（ニュージーランド協会所属）の、計11チームで競われる。
前年参加したオーストラリアのメルボルン・レベルズ（前回順位：8位）が財政難により活動休止し、離脱した。
第5節（Round 5）では、モアナ・パシフィカを除くニュージーランド5チームが、マーベル・コミックのヒーローコスチュームに似せたジャージとパンツを着用して出場した。ハリケーンズはキャプテン・アメリカ、ブルーズはスパイダーマン、チーフスはブラックパンサー、ハイランダーズはハルク、クルセイダーズはアイアンマンとなった。スーパーラグビーにおけるマーベル・コミックとのジャージコラボ企画は、2019年南アフリカ共和国4チーム以来、6年ぶり。

## 出場チーム
「前回順位」はレギュラーシーズンの順位で、「優勝」「準優勝」はプレーオフによる前回の最終結果。
| 協会                                                 | チーム名             | 前回順位  | 参加年 | 本拠地                               | ホームスタジアム                 |
| ---------------------------------------------------- | -------------------- | --------- | ------ | ------------------------------------ | -------------------------------- |
| オーストラリア協会                                   | ブランビーズ         | 3         | 1996   | 首都特別地域、キャンベラ             | GIOスタジアム・キャンベラ        |
| オーストラリア協会                                   | レッズ               | 5         | 1996   | クイーンズランド州、ブリスベン       | サンコープ・スタジアム           |
| オーストラリア協会                                   | ウェスタン・フォース | 10        | 2006   | 西オーストラリア州、パース           | HBFパーク                        |
| オーストラリア協会                                   | ワラターズ           | 12        | 1996   | ニューサウスウェールズ州、シドニー   | アリアンツ・スタジアム           |
| ニュージーランド協会                                 | ハリケーンズ         | 1         | 1996   | ウェリントン地方、ウェリントン       | スカイ・スタジアム               |
| ニュージーランド協会                                 | ブルーズ             | 2(優勝)   | 1996   | オークランド地方、オークランド       | イーデン・パーク                 |
| ニュージーランド協会                                 | チーフス             | 4(準優勝) | 1996   | ワイカト地方、ハミルトン             | FMGスタジアム・ワイカト          |
| ニュージーランド協会                                 | ハイランダーズ       | 6         | 1996   | オタゴ地方、ダニーデン               | フォーサイス・バー・スタジアム   |
| ニュージーランド協会                                 | クルセイダーズ       | 9         | 1996   | カンタベリー地方、クライストチャーチ | アポロ・プロジェクツ・スタジアム |
| フィジー協会                                         | フィジアン・ドゥルア | 7         | 2022   | フィジー・スバ                       | HFCバンクスタジアム              |
| 太平洋諸島をルーツとする選手（ニュージーランド協会） | モアナ・パシフィカ   | 11        | 2022   | オークランド地方、オークランド       | ノース・ハーバー・スタジアム     |

## 対戦形式

### レギュラーシーズン
- レギュラーシーズンは、2025年2月14日から5月31日まで実施。
- 各チーム14試合を行う。7試合をホーム、7試合をアウェーで戦う。「通常の総当たり戦」10試合と、ホームアンドアウェー形式で別のチームと2度目の対戦をする追加の「ライバル戦」4試合で構成される[11]。各チームとも、試合が無い週を2回入れて全16節で行う[11]。
- 勝ち点方式で順位を決める。勝ち4点、引き分け2点、負け0点。ボーナスポイントとして、勝敗に関係なく相手より3トライ以上多いことで1ポイント、7点差以内の負けで1ポイントを得る。このため、1試合につき勝利チームには最大5ポイント、敗戦チームでも最大2ポイントを獲得することができる。

### ファイナルシリーズ
- ファイナルシリーズ（プレーオフ）はトーナメント戦で、6月に行われる。
- 準々決勝は、順位表の上位6チームで、1位対6位、2位対5位、3位対4位の対戦を行う[11]。
- 準決勝は、準々決勝の敗者3チームによる抽選で1チーム（lucky loser）が進出し、準々決勝の勝者3チームに加わる。その組み合わせは、レギュラーシーズンでの4チームの順位にもとづいて、1位対4位、2位対3位で行う[11]。
- 決勝戦は、準決勝の勝者2チームで行う。3位決定戦は行わない[11]。

## 順位表
2025年5月31日現在（全16節・各チーム14試合終了時点）。出典：　上位6チームがファイナルシリーズ（プレーオフ）へ進出できる。「勝ち点」は、ボーナスポイントを含んだ値。
| 順位 | チーム               | 前年順位  | 勝敗   | 勝敗 | 勝敗 | 勝敗 | 得点 | 得点 | 得点     | トライ | トライ   | ボーナス ポイント (BP) | ボーナス ポイント (BP) | 勝ち点（ＢＰを含む） | プレーオフ （ファイナルシリーズ） |
| 順位 | チーム               | 前年順位  | 試合数 | 勝   | 分け | 負   | 得点 | 失点 | 得失点差 | トライ | 被トライ | ３トライ差以上で勝利   | ７点差以内の負け       | 勝ち点（ＢＰを含む） | プレーオフ （ファイナルシリーズ） |
| ---- | -------------------- | --------- | ------ | ---- | ---- | ---- | ---- | ---- | -------- | ------ | -------- | ---------------------- | ---------------------- | -------------------- | --------------------------------- |
| 1    | チーフス             | 4(準優勝) | 14     | 11   | 0    | 3    | 550  | 319  | 231      | 75     | 45       | 5                      | 2                      | 51                   | ファイナルシリーズ進出            |
| 2    | クルセイダーズ       | 9         | 14     | 11   | 0    | 3    | 471  | 371  | 100      | 70     | 51       | 5                      | 0                      | 49                   | ファイナルシリーズ進出            |
| 3    | ブランビーズ         | 3         | 14     | 9    | 0    | 5    | 448  | 361  | 87       | 66     | 50       | 4                      | 4                      | 44                   | ファイナルシリーズ進出            |
| 4    | ハリケーンズ         | 1         | 14     | 8    | 1    | 5    | 448  | 342  | 106      | 63     | 46       | 2                      | 3                      | 39                   | ファイナルシリーズ進出            |
| 5    | レッズ               | 5         | 14     | 8    | 0    | 6    | 425  | 371  | 54       | 63     | 52       | 4                      | 2                      | 38                   | ファイナルシリーズ進出            |
| 6    | ブルーズ             | 2(優勝)   | 14     | 6    | 0    | 8    | 377  | 330  | 47       | 55     | 41       | 5                      | 4                      | 33                   | ファイナルシリーズ進出            |
| 7    | モアナ・パシフィカ   | 11        | 14     | 6    | 0    | 8    | 405  | 544  | -139     | 60     | 80       | 2                      | 2                      | 28                   |                                   |
| 8    | ワラターズ           | 12        | 14     | 6    | 0    | 8    | 317  | 451  | -134     | 46     | 67       | 1                      | 1                      | 26                   |                                   |
| 9    | ウェスタン・フォース | 10        | 14     | 4    | 1    | 9    | 358  | 472  | -114     | 51     | 70       | 2                      | 3                      | 23                   |                                   |
| 10   | フィジアン・ドゥルア | 7         | 14     | 4    | 0    | 10   | 317  | 465  | -148     | 45     | 73       | 1                      | 3                      | 20                   |                                   |
| 11   | ハイランダーズ       | 6         | 14     | 3    | 0    | 11   | 332  | 422  | -90      | 43     | 62       | 1                      | 7                      | 20                   |                                   |

## レギュラーシーズン
出典：　青色 は、アウエー戦。太字は、勝利した試合。日付は、その節（Round）ごとの最後の日。
全77試合（各チーム14試合を行う）。上位6チームがファイナルシリーズ（プレーオフ）へ進出する。
| 順位     | チーム                | レギュラーシーズン（全16節） スコアと対戦相手 | レギュラーシーズン（全16節） スコアと対戦相手 | レギュラーシーズン（全16節） スコアと対戦相手 | レギュラーシーズン（全16節） スコアと対戦相手 | レギュラーシーズン（全16節） スコアと対戦相手 | レギュラーシーズン（全16節） スコアと対戦相手 | レギュラーシーズン（全16節） スコアと対戦相手 | レギュラーシーズン（全16節） スコアと対戦相手 | レギュラーシーズン（全16節） スコアと対戦相手 | レギュラーシーズン（全16節） スコアと対戦相手 | レギュラーシーズン（全16節） スコアと対戦相手 | レギュラーシーズン（全16節） スコアと対戦相手 | レギュラーシーズン（全16節） スコアと対戦相手 | レギュラーシーズン（全16節） スコアと対戦相手 | レギュラーシーズン（全16節） スコアと対戦相手 | レギュラーシーズン（全16節） スコアと対戦相手 | ファイナルシリーズ | ファイナルシリーズ | ファイナルシリーズ |
| 順位     | チーム                | 2/15                                          | 2/22                                          | 3/1                                           | 3/9                                           | 3/15                                          | 3/23                                          | 3/29                                          | 4/5                                           | 4/12                                          | 4/19                                          | 4/26                                          | 5/4                                           | 5/10                                          | 5/17                                          | 5/24                                          | 5/31                                          | 6/7                | 6/14               | 6/21               |
| 順位     | チーム                | R1                                            | R2                                            | R3                                            | R4                                            | R5                                            | R6                                            | R7                                            | R8                                            | R9                                            | R10                                           | R11                                           | R12                                           | R13                                           | R14                                           | R15                                           | R16                                           | 準々決勝           | 準決勝             | 決勝               |
| -------- | --------------------- | --------------------------------------------- | --------------------------------------------- | --------------------------------------------- | --------------------------------------------- | --------------------------------------------- | --------------------------------------------- | --------------------------------------------- | --------------------------------------------- | --------------------------------------------- | --------------------------------------------- | --------------------------------------------- | --------------------------------------------- | --------------------------------------------- | --------------------------------------------- | --------------------------------------------- | --------------------------------------------- | ------------------ | ------------------ | ------------------ |
| 1        | チーフス (前回準優勝) | 25-14 ブルー                                  | 49-24 クルセ                                  | 49-34 ブラン                                  | 24–28 フィジ                                  | 32-31 ブルー                                  | 50-35 モアナ                                  | なし                                          | 27-15 レッズ                                  | 14–21 ワラタ                                  | 46-10 ハイラ                                  | 56-22 ウェス                                  | 17–35 ハリケ                                  | 35-19 クルセ                                  | なし                                          | 85-7 モアナ                                   | 41-24 ハイラ                                  | 19–20 ブルー       | 37-17 ブラン       | 12–16 クルセ       |
| 2        | クルセイダーズ        | 33-25 ハリケ                                  | 24–49 チーフ                                  | なし                                          | 43-19 レッズ                                  | 55-33 ウェス                                  | 42-19 ブルー                                  | 29–45 モアナ                                  | 31-14 フィジ                                  | 31-24 ハリケ                                  | 25-22 ブルー                                  | 43-10 ハイラ                                  | なし                                          | 19–35 チーフ                                  | 48-33 ワラタ                                  | 15-12 ハイラ                                  | 33-31 ブラン                                  | 32-12 レッズ       | 21-14 ブルー       | 16-12 チーフ       |
| 3        | ブランビーズ          | 36-32 フィジ                                  | 42–45 ウェス                                  | 34–49 チーフ                                  | 21-20 ブルー                                  | 33-21 フィジ                                  | 23–28 ワラタ                                  | 34-27 ハイラ                                  | なし                                          | 39-26 レッズ                                  | 24-0 モアナ                                   | 29–35 ハリケ                                  | 40-17 ワラタ                                  | 33-14 ウェス                                  | 7-7 レッズ                                    | なし                                          | 31–33 クルセ                                  | 35-28 ハリケ       | 17–37 チーフ       |                    |
| 4        | ハリケーンズ          | 25–33 クルセ                                  | 38-34 フィジ                                  | 29–33 ブルー                                  | 31–40 モアナ                                  | 20-18 ハイラ                                  | なし                                          | 57-12 ワラタ                                  | 18–19 ブルー                                  | 24–31 クルセ                                  | 17-17 ウェス                                  | 35-29 ブラン                                  | 35-17 チーフ                                  | なし                                          | 24-20 ハイラ                                  | 31-27 レッズ                                  | 64-12 モアナ                                  | 28–35 ブラン       |                    |                    |
| 5        | レッズ                | なし                                          | 56-36 モアナ                                  | 28-24 ウェス                                  | 19–43 クルセ                                  | 28-8 ワラタ                                   | 29-23 ハイラ                                  | 28-24 ウェス                                  | 15–27 チーフ                                  | 26–39 ブラン                                  | なし                                          | 35-21 ブルー                                  | 33–36 フィジ                                  | 28-21 ワラタ                                  | 7-7 ブラン                                    | 27–31 ハリケ                                  | 52-7 フィジ                                   | 12–32 クルセ       |                    |                    |
| 6        | ブルーズ (前回優勝)   | 14–25 チーフ                                  | 21–29 ハイラ                                  | 33-29 ハリケ                                  | 20–21 ブラン                                  | 31–32 チーフ                                  | 19–42 クルセ                                  | なし                                          | 19-18 ハリケ                                  | 36-17 モアナ                                  | 22–25 クルセ                                  | 21–35 レッズ                                  | 40-19 ウェス                                  | 34-5 フィジ                                   | 21–27 モアナ                                  | なし                                          | 46-6 ワラタ                                   | 20-19 チーフ       | 14–21 クルセ       |                    |
| 7        | モアナ・パシフィカ    | 44–45 ウェス                                  | 36–56 レッズ                                  | 29–31 ハイラ                                  | 40-31 ハリケ                                  | なし                                          | 35–50 チーフ                                  | 45-29 クルセ                                  | 45-28 ワラタ                                  | 17–36 ブルー                                  | 0-24 ブラン                                   | 34-15 フィジ                                  | 34-29 ハイラ                                  | なし                                          | 27-21 ブルー                                  | 7-85 チーフ                                   | 12–64 ハリケ                                  |                    |                    |                    |
| 8        | ワラターズ            | 37-36 ハイラ                                  | なし                                          | 29-24 フィジ                                  | 34-10 ウェス                                  | 8-28 レッズ                                   | 28-23 ブラン                                  | 12–57 ハリケ                                  | 28–45 モアナ                                  | 21-14 チーフ                                  | 14–28 フィジ                                  | なし                                          | 17–40 ブラン                                  | 21–28 レッズ                                  | 33–48 クルセ                                  | 22-17 ウェス                                  | 6-46 ブルー                                   |                    |                    |                    |
| 9        | ウェスタン・フォース  | 45-44 モアナ                                  | 45-42 ブラン                                  | 24–28 レッズ                                  | 10–34 ワラタ                                  | 33–55 クルセ                                  | 52-15 フィジ                                  | 24–28 レッズ                                  | 29-20 ハイラ                                  | なし                                          | 17-17 ハリケ                                  | 22–56 チーフ                                  | 19–40 ブルー                                  | 14–33 ブラン                                  | 7-38 フィジ                                   | 17–22 ワラタ                                  | なし                                          |                    |                    |                    |
| 10       | フィジアン・ドゥルア  | 32–36 ブラン                                  | 34–38 ハリケ                                  | 24–29 ワラタ                                  | 28-24 チーフ                                  | 21–33 ブラン                                  | 15–52 ウェス                                  | なし                                          | 14–31 クルセ                                  | 20–43 ハイラ                                  | 28-14 ワラタ                                  | 15–34 モアナ                                  | 36-33 レッズ                                  | 5-34 ブルー                                   | 38-7 ウェス                                   | なし                                          | 7-52 レッズ                                   |                    |                    |                    |
| 11       | ハイランダーズ        | 36–37 ワラタ                                  | 29-21 ブルー                                  | 31-29 モアナ                                  | なし                                          | 18–20 ハリケ                                  | 23–29 レッズ                                  | 27–34 ブラン                                  | 20–29 ウェス                                  | 43-20 フィジ                                  | 10–46 チーフ                                  | 10–43 クルセ                                  | 29–34 モアナ                                  | なし                                          | 20–24 ハリケ                                  | 12–15 クルセ                                  | 24–41 チーフ                                  |                    |                    |                    |
| 順位     | チーム                | R1                                            | R2                                            | R3                                            | R4                                            | R5                                            | R6                                            | R7                                            | R8                                            | R9                                            | R10                                           | R11                                           | R12                                           | R13                                           | R14                                           | R15                                           | R16                                           | 準々決勝           | 準決勝             | 決勝               |
| レポート | レポート              | [ 15 ] [ 16 ]                                 | [ 17 ]                                        | [ 18 ] [ 19 ]                                 | [ 20 ] [ 21 ] [ 22 ]                          | [ 23 ] [ 24 ] [ 25 ]                          | [ 26 ] [ 27 ]                                 | [ 28 ]                                        | [ 29 ] [ 30 ]                                 | [ 31 ] [ 32 ]                                 | [ 33 ] [ 34 ]                                 | [ 35 ] [ 36 ]                                 | [ 37 ] [ 38 ]                                 | [ 39 ] [ 40 ]                                 | [ 41 ]                                        | [ 42 ]                                        | [ 43 ] [ 44 ]                                 | [ 45 ]             | [ 46 ] [ 46 ]      | [ 46 ]             |

## ファイナルシリーズ
全6試合。2025年6月7日 - 21日

### 準々決勝
準々決勝は、順位表の上位6チームで、1位対6位、2位対5位、3位対4位の対戦を行う。
| 2025年6月6日 16:05 | クルセイダーズ (2位チーム) | 32-12        | レッズ (5位チーム)                                                               | アポロ・プロジェクツ・スタジアム, ニュージーランド クライストチャーチ レフリー: ポール・ウィリアムズ（ニュージーランド） |
| 2025年6月6日 16:05 | T: スコット・バレット 16' タマティ・ウィリアムズ 28' ノア・ホッサム 56' リヴェス・レイハナ 66' カイル・プレストン 79' G: リヴェス・レイハナ 29', 58' PG: リヴェス・レイハナ 60' | タイムライン | T: ジョシュ・ナッサー 70' フレーザー・マクライト 77' G: フィリポ・ダウングヌ 70' | アポロ・プロジェクツ・スタジアム, ニュージーランド クライストチャーチ レフリー: ポール・ウィリアムズ（ニュージーランド） |

| 2025年6月7日 16:05 | チーフス (1位チーム)                                                                             | 19-20        | ブルーズ (6位チーム)                                                                                         | FMGスタジアム・ワイカト, ニュージーランド ハミルトン レフリー: アンガス・ガードナー（オーストラリア） |
| 2025年6月7日 16:05 | T: ダニエル・ロナ 59' G: ダミアン・マッケンジー 60' PG: ダミアン・マッケンジー 2', 32', 36', 52' | タイムライン | T: カート・エクランド 65' ジョシュ・ビーア 83' G: ボーデン・バレット 66', 83' PG: ボーデン・バレット 5', 48' | FMGスタジアム・ワイカト, ニュージーランド ハミルトン レフリー: アンガス・ガードナー（オーストラリア） |

| 2025年6月7日 16:05 | ブランビーズ (3位チーム) | 35-28        | ハリケーンズ (4位チーム) | GIOスタジアム, オーストラリア キャンベラ レフリー: ニック・ベリー（オーストラリア） |
| 2025年6月7日 16:05 | T: ビリー・ポラード 9', 40' アラン・アラアラトア 22' トム・ライト 47' ジェイムス・スリッパー 60' G: ノア・ロレシオ 10', 23', 40+1', 47', 62' | タイムライン | T: ルーベン・ラヴ 6' フェヒ・フィネアンガノフォ 17' ベイリン・サリヴァン 54' パシリオ・トシ 67' G: ルーベン・ラヴ 7', 18', 55', 67' | GIOスタジアム, オーストラリア キャンベラ レフリー: ニック・ベリー（オーストラリア） |

### 準決勝
準々決勝の勝者3チームに、準々決勝の敗者3チームによる抽選で1チーム（lucky loser）が加わる。
準決勝の組み合わせは、レギュラーシーズンでの4チームの順位にもとづいて、1位対4位、2位対3位で行う。
| 準々決勝での結果           | 国               | チーム         | レギュラーシーズン での順位 | 準決勝の前（試合前） における順位 |
| -------------------------- | ---------------- | -------------- | --------------------------- | --------------------------------- |
| 勝者                       | ニュージーランド | クルセイダーズ | 2位                         | 1位                               |
| 勝者                       | オーストラリア   | ブランビーズ   | 3位                         | 3位                               |
| 勝者                       | ニュージーランド | ブルーズ       | 6位                         | 4位                               |
| 敗者（抽選により進出決定） | ニュージーランド | チーフス       | 1位                         | 2位                               |

| 2025年6月13日 16:05 | クルセイダーズ 1位チーム                                                                  | 21-14             | ブルーズ 4位チーム                                                        | アポロ・プロジェクツ・スタジアム, ニュージーランド クライストチャーチ レフリー: ジェームス・ドールマン（ニュージーランド） |
| 2025年6月13日 16:05 | T: トム・クリスティー 24' ウィル・ジョーダン 37', 70' G: リヴェス・レイハナ 25', 37', 71' | タイムライン 報道 | T: マーク・テレア 11' リーコ・イオアネ 21' G: ボーデン・バレット 12', 21' | アポロ・プロジェクツ・スタジアム, ニュージーランド クライストチャーチ レフリー: ジェームス・ドールマン（ニュージーランド） |

| 2025年6月14日 16:05 | チーフス 2位チーム | 37-17             | ブランビーズ 3位チーム                                                          | FMGスタジアム・ワイカト, ニュージーランド ハミルトン レフリー: ニック・ベリー（オーストラリア） |
| 2025年6月14日 16:05 | T: エモニ・ナラワ 20', 47' ジョシュ・ジェイコム 65' G: ダミアン・マッケンジー 21', 48' PG: ダミアン・マッケンジー 24', 32', 38', 40+2', 55', 58' | タイムライン 報道 | T: ビリー・ポラード 15' コーリー・トゥール 35', 44' G: ライアン・ロナーガン 16' | FMGスタジアム・ワイカト, ニュージーランド ハミルトン レフリー: ニック・ベリー（オーストラリア） |

### 決勝
3位決定戦は行わない。
| 2025年6月21日 | クルセイダーズ                                                                             | 16-12 13-前半-12  | チーフス                                                                               | アポロ・プロジェクツ・スタジアム, ニュージーランド クライストチャーチ 観客数: 17,000人 レフリー: アンガス・ガードナー（オーストラリア） |
| 2025年6月21日 | T: コーディー・テイラー 26' G: リヴェス・レイハナ 27' PG: リヴェス・レイハナ 29', 35', 73' | タイムライン 報道 | T: ジョージ・ダイアー 13' ショーン・スティーブンソン 38' G: ダミアン・マッケンジー 14' | アポロ・プロジェクツ・スタジアム, ニュージーランド クライストチャーチ 観客数: 17,000人 レフリー: アンガス・ガードナー（オーストラリア） |

## 個人表彰
出典：　このシーズンから、年間最優秀選手に加えてチーム・オブ・ザ・イヤーも選出する。

### 年間最優秀選手
アーディー・サヴェア（ モアナ・パシフィカ）

### チーム・オブ・ザ・イヤー
バックロー（3人枠）は、「3人目」に同票数が2人いるため、4人受賞（全体では16人受賞）となった。
| ポジション     | 受賞者                       | 所属チーム           | 得票数 | 備考               |
| -------------- | ---------------------------- | -------------------- | ------ | ------------------ |
| プロップ       | アラン・アラアラトア         | ブランビーズ         | 20     |                    |
| プロップ       | アンガス・ベル               | ワラターズ           | 14     |                    |
| フッカー       | テヴィタ・イカニヴェレ       | フィジアン・ドゥルア | 19     |                    |
| セカンドロー1  | ジェレミー・ウィリアムズ     | ウェスタン・フォース | 21     |                    |
| セカンドロー2  | パトリック・トゥイプロトゥ   | ブルーズ             | 20     |                    |
| バックロー1    | アーディー・サヴェア         | モアナ・パシフィカ   | 46     |                    |
| バックロー2    | トム・フーパー               | ブランビーズ         | 31     |                    |
| バックロー3    | カルロ・ティッツァーノ       | ウェスタン・フォース | 29     | 同数のため両者受賞 |
| バックロー3    | フレーザー・マクライト       | レッズ               | 29     | 同数のため両者受賞 |
| スクラムハーフ | キャム・ロイガード           | ハリケーンズ         | 28     |                    |
| フライハーフ   | ダミアン・マッケンジー       | チーフス             | 36     |                    |
| センター1      | ティモジ・タヴァタヴァナワイ | ハイランダーズ       | 32     |                    |
| センター2      | AJ・ラム                     | ブルーズ             | 14     |                    |
| ウイング1      | ハリー・ポッター             | ウェスタン・フォース | 18     |                    |
| ウイング2      | キニ・ナホロ                 | ハリケーンズ         | 18     |                    |
| フルバック     | ジョセフ＝アウクソ・スアリイ | ワラターズ           | 20     |                    |

## 放送・配信
世界各地への放送・配信状況は以下の通り（2025年大会）。
- WOWOW - 日本（ファイナルシリーズ決勝戦を、生放送 および 録画放送）
- WOWOWオンデマンド - 日本（レギュラーシーズン全77試合、ファイナルシリーズ全6試合の対戦は、現地局の言語によるライブ配信。その後、5分程度のハイライトを配信）。
- Stan Sport - オーストラリア（全試合を配信）[50]
- ナイン・ネットワーク - オーストラリア（毎週1試合を生放送）[50]
- SKY Network Television - ニュージーランド
- SuperSport - アフリカ地区（サハラ以南と、隣接する島々）
- ESPN - 南アメリカ地区
- The Sports Network - カナダ
- スカイUK - イギリス、アイルランド
- Canal+ - フランス、モナコ、ルクセンブルク、フランス語圏スイス、アンドラ
- FloSports - アメリカ合衆国
- テレフォニカ - スペイン
- Sky Pacific - フィジー
- フィジー放送公社 - フィジー
- Digicel - 太平洋諸島（サモア、トンガなど）
- Premier Sports - 東南アジア
- Sky Italia - イタリアなど
- NZR+（配信） - 上記以外のヨーロッパ、インド、スリランカ、ロシア、中国